# Система управления качеством
Система управления качеством (система качества) — организационная структура, включающая взаимодействующий управленческий персонал, реализующий функции управления качеством установленными методами.

## Общие сведения
Системы управления качеством на предприятиях появились в связи с развитием деятельности по управлению качеством продукции. Усиление конкуренции и осознание роли качества как основы конкурентоспособности вынуждали предприятия перейти от отдельных разрозненных элементов управления качеством к их объединению в единую, комплексную систему управления — с учётом всех факторов, влияющих на качество. В результате система качества получила статус одной из систем управления предприятием, наряду с системами управления персоналом, производством, снабжением и другими. Внедрение системы качества позволяет организовать и проводить плановую, регулярную работу по качеству. При наличии необходимой материальной базы, современной технологии и квалифицированного, заинтересованного персонала, это повышает стабильность качества всей выпускаемой продукции, а не только отдельных образцов для выставок и презентаций. Такая система служит дополнительной гарантией качества для заказчиков, многие из которых практикуют проверку систем качества у потенциальных поставщиков, результаты которой могут влиять на заключение контрактов. Распространение подобных взаимоотношений поставщиков с заказчиками в мировой торговле привело к появлению серии международных стандартов ИСО 9000 на системы качества, а затем — к возникновению и развитию сертификации этих систем независимыми органами.

## Определения
В стандарте ИСО 8402-86 система качества (англ. quality system) была определена как «совокупность организационной структуры, ответственности, процедур, процессов и ресурсов, обеспечивающая осуществление общего руководства качеством». Аналогичное определение системы качества было дано и в следующей версии этого же стандарта -.
В стандарте ИСО 9000:2005 «система менеджмента качества — это система менеджмента для руководства и управления организацией применительно к качеству». Дополнительно в определении даны ссылки на входящие термины: «система менеджмента — это система для разработки политики и целей и достижения этих целей», и «система — это совокупность взаимосвязанных и взаимодействующих элементов».

## Создание систем качества

### Исходные положения
Кроме стандарта ИСО 9001, для руководства при создании систем качества ИСО/ТК 176 выпущен общий документ по использованию семейства стандартов ИСО 9000 и отдельно — по использованию стандарта 9001 в малом бизнесе. Работы по созданию системы качества могут проводиться либо самостоятельно службой качества и подразделениями предприятия, либо с привлечением сторонних специалистов, руководствуясь документом ИСО по выбору консультантов.
В стандарте ИСО 9000:2005 термин «система» определен как «совокупность взаимосвязанных и взаимодействующих элементов».
В Советском энциклопедическом словаре термин «система» определён как «множество элементов, находящихся в отношениях и связях друг с другом, образующих определенную целостность, единство».
Г. Кунц и С. О’Доннел в своей книге отмечают три ключевых положения систем:
- система — это не простая сумма частей, а новое образование, в котором все составные части взаимозависимы и, взаимодействуя друг с другом, образуют новое единое целое, свойства которого не сводятся к свойствам составных частей;
- системы могут быть как закрытыми, так и открытыми;
- для того чтобы какую-то систему воспринимали как систему, она должна иметь свои границы.

Указанные определения и характеристики понятия «система» необходимо учитывать:
- при формировании организационной структуры системы качества как «единого целого», где должен быть установлен порядок взаимодействия руководителей предприятия и подразделений в области качества;
- при использовании системного подхода в управлении качеством, который указан в стандарте ИСО 9000 как один из принципов менеджмента качества. Смысл этого подхода в науке управления[10] состоит в том, чтобы не только управлять с помощью системы, но и рассматривать объект управления как систему, состоящую из взаимосвязанных элементов, чтобы при воздействии на один элемент, учитывать реакцию других, связанных с ним элементов, и объекта в целом.

Принцип управления как воздействие субъекта на объект должен учитываться:
- при разделении системы качества как субъекта управления с объектом управления — процессом создания продукции, на который система воздействует своими функциями. В систему качества нельзя включать процессы разработки и производства продукции. Такое на практике бывает нередко, вызывая неразбериху при определении обязанностей работников предприятия в области качества. В разделе 7 стандарта ИСО 9001 нет такого чёткого разделения;
- при определении границ системы качества с другими системами управления, с которыми она взаимодействует. Для этого система качества должна иметь чёткий перечень своих функций.

### Внедрение системы качества
После разработки новой или доработки действующей системы качества необходимо проверить, вписывается ли она в практическую работу предприятия по обеспечению качества продукции.
Для этого службой качества организуется и проводится серия внутренних проверок системы качества. Проверки проводятся в соответствии с пунктом 8.2.2 стандарта ИСО 9001 и разработанной документированной процедурой по внутренним проверкам, а также — с учётом требований стандарта ИСО 19011 по аудитам систем менеджмента.
По результатам проверок определяется:
- достаточно ли предусмотрено в системе качества функций (процессов) для эффективного управления качеством продукции;
- определены ли исполнители функций системы качества;
- все ли этапы производства охвачены воздействием системы качества;
- разработаны ли все необходимые методы работ и оформлены ли они документально для правильного их выполнения
- выполняются ли функции системы качества на рабочих местах;
- нуждаются ли в корректировке структура, функции и документация системы качества.

По результатам этих проверок, как правило, проводится корректировка документации системы качества, после чего система принимается для функционирования.

## Функционирование системы качества
Функционирование системы качества — это выполнение руководством предприятия и подразделений своих функций в системе качества. В этом состоит содержательная сторона деятельности системы, то есть то, для чего она предназначена. Но поскольку в реализации функций системы качества в той или иной мере участвуют практически все подразделения предприятия, возникает необходимость планирования, координации и методического обеспечения работ подразделений в системе качества. Кроме этого нужно проводить внутренние проверки и совершенствовать систему, организовывать деятельность кружков качества, представлять систему качества на переговорах с заказчиками, а также — проводить сертификацию продукции и системы качества. Иначе говоря, нужно решать целый ряд задач по «обслуживанию» самой системы качества. В связи с этим следует опасаться чрезмерного увлечения этой деятельностью со стороны службы качества в ущерб выполнению содержательных функций.

### Функции службы качества
В обязанности службы качества входит как выполнение содержательных функций системы качества, предусмотренных стандартом ИСО 9001, так и вспомогательных задач. Среди основных задач службы качества:
1. Организация работы по качеству — разработка, внедрение, обеспечение функционирования и совершенствование системы качества.
2. Разработка совместно с подразделениями проекта политики качества.
3. Контроль качества продукции при её изготовлении, проведение испытаний.
4. Метрологическое обеспечение производства.
5. Проведение работ по стандартизации.
6. Ведение претензионной работы.
7. Текущее планирование, подготовка мероприятий и организационно-распорядительных документов в области качества, контроль и анализ их выполнения.
8. Организация и участие в проведении внутренних и внешних проверок системы качества.
9. Организация работ по сертификации продукции и системы качества и обеспечение инспекторских проверок органами по сертификации.
10. Участие в обучении персонала работе в системе качества.
11. Разработка Руководства по качеству и нормативных документов системы качества, относящихся к компетенции службы качества.
12. Методическое обеспечение и координация работ подразделений в системе качества.
13. Организация рационализаторской работы и «кружков качества», если они создаются.
14. Подготовка материалов для анализа и оценки эффективности системы качества со стороны руководства предприятия.

### Функции подразделений в системе качества
Функции подразделений в системе качества, как и функции службы качества, определяется на основе рекомендаций стандарта ИСО 9001 и включает в себя:
- самоконтроль и анализ качества выполняемых работ;
- разработку и выполнение мероприятий по устранению несоответствий и постоянному улучшению качества продукции;
- участие в проведении внутренних и внешних проверок системы качества;
- участие в подготовке и реализации предложений по совершенствованию системы качества;
- участие в сертификации продукции и системы качества;
- разработку и корректировку документации системы качества, участие в разработке политики качества и руководства по качеству;
- повышение квалификации и мотивации персонала;
- участие в рационализаторской работе и в работе кружков качества.

### Анализ и оценка эффективности системы качества
В процессе функционирования системы качества руководством предприятия в соответствии со стандартом ИСО 9001 (п. 5.6) должен проводиться периодический анализ и оценка эффективности системы качества. Для этого используется обратная связь с потребителями, результаты внутренних проверок, а также аудитов со стороны заказчиков и сертификационных органов.
Главными критериями эффективности системы качества служат: обеспечение и постоянное улучшение качества продукции на основе имеющейся материальной базы и персонала, снижение потерь от брака и рекламаций, темпы модернизации и обновления выпускаемой продукции, внедрение достижений науки и техники, положительные отзывы потребителей и заказчиков.

### Совершенствование системы качества
Одним из принципов менеджмента качества, принятых в стандарте ИСО 9000:2010, служит «постоянное улучшение всей деятельности организации, которое следует рассматривать как неизменную цель». Как уже говорилось, система качества — это совокупность руководителей предприятия и подразделений, которые выполняют свои функции в этой системе установленными методами. Но структуры, функции и методы не есть что-то раз и навсегда установленное. Они изменяются в соответствии с изменениями внутренних и внешних условий, в том числе — в связи с новыми достижениями в технологии производства и организации работ. Меняются, отмирают и рождаются новые структуры, меняются методы работ и содержание выполняемых функций. Всё это требует изменений системы качества, её совершенствования.
В связи с этим, совершенствование системы качества, как правило, предусматривает:
- уточнение перечня функций и элементов системы качества;
- перераспределение функций среди исполнителей работ;
- изменение состава и содержания нормативных документов и корректировку «Руководства по качеству»;
- повышение темпов модернизации и обновления выпускаемой продукции;
- развитие метрологического обеспечения производства;
- внедрение более эффективных методов контроля и испытаний;
- внедрение и использование локальных компьютерных сетей и интернета;
- обучение работников новым методам обеспечения качества;
- применение новых форм и методов мотивации персонала;
- активизацию маркетинговой и рекламной деятельности;
- более тесное сотрудничество с поставщиками материалов;
- развитие инициативы работников и привлечение их в кружки качества,

Работу по совершенствованию системы качества организует отдел управления качеством. При этом надо иметь в виду, что факт проведения этой работы легко проверяется заказчиками и аудиторами по наличию соответствующих планов мероприятий и их выполнению, по частоте пересмотра и внесения изменений в документы системы качества.
Совершенствование системы качества — непременное условие её эффективного функционирования в изменяющихся условиях.

## Проблемы функционирования системы качества
Идея внедрения на предприятиях систем качества, способствующих повышению стабильности и уровня качества выпускаемой продукции или услуг, широко распространилась в мировой практике. Однако указанные проблемы в концепции, терминологии и методологии стандартов ИСО серии 9000 затрудняют внедрение работающих систем качества и их понимание как одного из необходимых факторов обеспечения качества, наряду с материальной базой и персоналом. Положение усугубляется безответственностью многих консалтинговых организаций и сертификационных органов, которые в погоне за лёгким заработком мощно лоббируют внедрение и сертификацию формально разработанных ими систем, в результате чего на многих предприятиях эти системы остались на бумаге. Как отмечалось в статье директора ВНИИС, по оценкам, сделанным специалистами ИСО/ТК 176, из миллиона предприятий в мире, имеющих сертификат соответствия системы качества стандарту ИСО 9001, примерно 50—60 % (по оценкам ряда специалистов — до 80 %) из них не получили ожидаемых результатов с точки зрения достижения целей в области качества продукции, то есть по существу внедрили систему формально. В результате в течение восьми лет после внедрения стандартов ИСО серии 9000:2000 в мировую экономику был вброшен финансовый «пузырь» в 86,4 млрд долл., не обеспеченный реальными ценностями. Тем не менее, внедрить эффективно работающую систему качества можно. Для этого нужно использовать возможности приспособления стандарта ИСО 9001 к особенностям предприятия и здравый смысл в трактовке его требований, а также — положения науки управления (менеджмента)..

## Нормативные документы в Российской Федерации
Действует большое количество международных и российских стандартов на базе основных положений стандарта ISO 9000. Ранние версии стандарта ISO 9000 базировались на принципах процессного управления, текущие версии стандарта ISO 9000 также включают в себя и развивают принципы риск-менеджмента.
- ГОСТ Р ИСО 9000-2015 «Системы менеджмента качества. Основные положения и словарь»
- ГОСТ Р ИСО 9001-2015 «Системы менеджмента качества. Требования»
- ГОСТ Р 57189-2016/ISO/TS 9002:2016 «Системы менеджмента качества. Руководство по применению ИСО 9001:2015»
- ГОСТ Р ИСО 9004-2019 «Менеджмент качества. Качество организации. Руководство по достижению устойчивого успеха организации»
- ГОСТ Р ИСО 10005-2019 «Менеджмент качества. Руководящие указания по планам качества»
- ГОСТ Р ИСО 10014-2008 «Менеджмент организации. Руководящие указания по достижению экономического эффекта в системе менеджмента качества»
- ГОСТ Р 55568-2013 «Оценка соответствия. Порядок сертификации систем менеджмента качества и систем экологического менеджмента»
- ГОСТ Р 40.002-2000 «Система сертификации ГОСТ Р. Регистр систем качества. Основные положения»
- ГОСТ Р ИСО 18091-2016 «Системы менеджмента качества. Руководящие указания по применению ISO 9001:2008 в местных органах власти»
- ГОСТ Р 53092-2008 «Системы менеджмента качества. Рекомендации по улучшению процессов в учреждениях здравоохранения»
- ГОСТ Р 53733-2009 «Системы менеджмента качества предприятий, предоставляющих услуги связи. Требования»
- ГОСТ Р 54985-2018 «Руководящие указания для малых организаций по внедрению системы менеджмента качества на основе ИСО 9001:2015»
- ГОСТ Р 55048-2012 «Системы менеджмента качества. Особые требования по применению ГОСТ Р ИСО 9001-2008 в строительстве»
- ГОСТ Р 55273-2012 (ISO/IEC/TR 90005:2008) «Разработка систем. Руководство по применению ГОСТ Р ИСО 9001-2008 в процессах жизненного цикла систем»
- ГОСТ Р 57522-2017 «Бережливое производство. Руководство по интегрированной системе менеджмента качества и бережливого производства»
- ГОСТ Р 58139-2018 «Системы менеджмента качества. Требования к организациям автомобильной промышленности»
- ГОСТ Р ИСО/МЭК 90003-2014 «Разработка программных продуктов. Руководящие указания по применению ИСО 9001:2008 при разработке программных продуктов»